# Margaret Herz Hohenberg
Margaret Herz Hohenberg (Levoča, 28 dicembre 1898 – New York, 29 ottobre 1992) è stata una psichiatra e psicoanalista slovacca.

## Biografia
Suo padre era Alfred Herz, studiò medicina all'università di Vienna e poi a Praga. Si specializzò in psichiatria e neurologia, divenne membro della Psychoanalytic Union di Vienna. Lavorò alla Society of Psychoanalysis di Vienna (WPS).
Sposò nel 1938 Bruno Hohenberg, emigrarono prima a Londra e poi negli  USA. Divenuta membro della Psychoanalysis Society, divenne celebre per essere stata il primo psichiatra di Marilyn Monroe dal 1955, raccomandato dal socio Milton Greene, ai tempi del film il principe e la ballerina. I loro incontri ebbero termine quando l'attrice iniziò una relazione con lo stesso Milton.